# Schlauroth
Schlauroth ist seit seiner Eingliederung am 1. März 1994 der westlichste Stadtteil von Görlitz.

## Geschichte
Der Ort wurde erstmals im Jahre 1285 als Villa Slurath juxta Landiscrone urkundlich erwähnt. Im Lauf der Zeit änderte sich die Bezeichnung mehrmals. So wurde der Ort 1325 Schluroth genannt, 1427 Slaurod und 1567 Schlauret. Vom 1. Januar 1972 bis zum 30. Juni 1984 bildete Schlauroth zusammen mit Pfaffendorf die Gemeinde Pfaffendorf-Schlauroth.
Schlauroth hat 365 Einwohner (Stand 31. Dezember 2006).